# Rifugio Baitone
Das Rifugio Baitone ist eine alpine Schutzhütte in der italienischen Region Lombardei in der Adamellogruppe. Es liegt auf einer Höhe von 2218 m am Lago Baitone und gehört der Gemeinde Sonico im Valcamonica. Die Hütte wird von Mai bis Oktober bewirtschaftet und bietet 90 Bergsteigern Schlafplätze.